# Derrick Coleman
Derrick D. Coleman (Mobile, 21 giugno 1967) è un ex cestista statunitense, professionista nella NBA.

## Carriera

### College
Cresciuto a Detroit, dove frequentò per intero il liceo, si iscrisse nel 1986 alla Syracuse University, dove fu la stella della squadra di pallacanestro del college, gli oranges.Con il suo apporto Syracuse raggiunse sin dal primo anno traguardi eccezionali: proprio nel 1987, infatti, Coleman guidò la squadra alla prima finale NCAA della loro storia, che fu persa nonostante l'ottima prestazione di Coleman (19 rimbalzi).
Durante l'arco della sua carriera universitaria, gli oranges archiviarono un record di 114 vittorie e 30 sconfitte in 4 anni. Nel suo anno da senior fu inoltre selezionato nell'"All-American team".

### NBA
Grazie sia alle ottime credenziali con cui si presentò, sia all'annata poco ricca di talento in cui capitò (eccezion fatta di Gary Payton), Coleman venne scelto con la prima chiamata assoluta al draft NBA del 1990 da New Jersey. Con i Nets concluse 5 buonissime stagioni, durante le quali si stabilizzò concretamente su cifre come 20 punti e 10 rimbalzi a partita. Tuttavia la leadership dei New Jersey, se da una parte gli concesse spazio per affermarsi fra i professionisti, dall'altra gli precluse una dignitosa apparizione ai play-off, anche per via della tragica fine del compagno Dražen Petrović.
Al termine del 1995 entrò nel roster dei Philadelphia 76ers, dove ebbe però una stagione d'esordio sconcertante: un brutto infortunio gli permise di scendere in campo per sole 11 partite, e la squadra accumulò lo scandaloso bilancio di 18 vittorie e 64 sconfitte, uno dei peggiori nella storia della lega. Nei due anni seguenti le cose andarono solo un po' meglio, dato che infortuni furono decisamente meno devastanti, ma i 76ers continuarono a mettere insieme pessimi record, ben lontani dai bilanci positivi che la dirigenza si aspettava.
Scaduto il suo ingaggio con la franchigia della Pennsylvania, Coleman nell'estate 1998 fu messo sotto contratto dagli Charlotte Hornets. Qui rimase per tre stagioni, che trascorsero in un buon crescendo di risultati di squadra (semifinali di conference raggiunte nel 2001), ai quali corrispose però un progressivo calo di forma e di rendimento da parte di Coleman, che concluse nel 2001 la sua prima stagione sotto i 10 punti di media; questo fu dovuto perlopiù alla svoglietezza e scarsa etica lavorativa che colpì il giocatore, con conseguente aumento di peso.
Sempre nel 2001 fece ritorno ai Philadelphia 76ers. Il primo anno dopo il ritorno fu senza dubbio positiva ed incoraggiante, ma il suo apporto, sia per il suo impegno non eccessivo, sia per l'età (che raggiungeva ormai i 35 anni), calò inevitabilmente nelle due annate successive. Nel 2004-05 vestì la maglia dei Detroit Pistons, in una stagione poco più che velleitaria (5 partite e 9 punti) e al termine della quale si ritirò dalla pallacanestro.

### Nazionale
Nel 1994 il nome di Derrick Coleman fu inserito nella lista dei giocatori che disputarono, a Toronto, la 12ª edizione dei Campionati mondiali di pallacanestro. Il team USA dominò in lungo e largo la competizione, vincendo con ampio margine tutte le 8 partite disputate e stracciando la Russia in finale con uno straripante 137 91; Derrick mise a referto 8,6 punti a partita, tirando con un formidabile 84% totale e con il 60% da tre.

## Statistiche
| * | Primo nella lega |

### NCAA
| Anno      | Squadra         | PG  | PT | MP   | TC%  | 3P%  | TL%  | RP   | AP  | PRP | SP  | PP   |
| --------- | --------------- | --- | -- | ---- | ---- | ---- | ---- | ---- | --- | --- | --- | ---- |
| 1986-1987 | Syracuse Orange | 38  | -  | 30,6 | 56,0 | -    | 68,6 | 8,8  | 1,2 | 1,2 | 1,8 | 11,9 |
| 1987-1988 | Syracuse Orange | 35  | -  | 32,4 | 58,7 | 16,7 | 63,0 | 11,0 | 2,2 | 1,3 | 1,6 | 13,5 |
| 1988-1989 | Syracuse Orange | 37  | -  | 33,1 | 57,5 | 0,0  | 69,2 | 11,4 | 2,9 | 1,2 | 3,4 | 16,9 |
| 1989-1990 | Syracuse Orange | 33  | -  | 35,3 | 55,1 | 36,6 | 71,5 | 12,1 | 2,9 | 1,5 | 2,0 | 17,9 |
| Carriera  | Carriera        | 143 | -  | 32,8 | 56,8 | 29,1 | 68,4 | 10,7 | 2,3 | 1,3 | 2,2 | 15,0 |

### NBA

#### Regular season
| Anno      | Squadra            | PG  | PT  | MP   | TC%  | 3P%  | TL%   | RP   | AP  | PRP | SP  | PP   |
| --------- | ------------------ | --- | --- | ---- | ---- | ---- | ----- | ---- | --- | --- | --- | ---- |
| 1990-1991 | N.J. Nets          | 74  | 68  | 35,2 | 46,7 | 34,2 | 73,1  | 10,3 | 2,2 | 1,0 | 1,3 | 18,4 |
| 1991-1992 | N.J. Nets          | 65  | 58  | 34,0 | 50,4 | 30,3 | 76,3  | 9,5  | 3,2 | 0,8 | 1,5 | 19,8 |
| 1992-1993 | N.J. Nets          | 76  | 73  | 36,3 | 46,0 | 23,2 | 80,8  | 11,2 | 3,6 | 1,2 | 1,7 | 20,7 |
| 1993-1994 | N.J. Nets          | 77  | 77  | 36,1 | 44,7 | 31,4 | 77,4  | 11,3 | 3,4 | 0,9 | 1,8 | 20,2 |
| 1994-1995 | N.J. Nets          | 56  | 54  | 37,6 | 42,4 | 23,3 | 76,7  | 10,6 | 3,3 | 0,6 | 1,7 | 20,5 |
| 1995-1996 | Philadelphia 76ers | 11  | 11  | 26,7 | 40,7 | 33,3 | 62,5  | 6,5  | 2,8 | 0,4 | 0,9 | 11,2 |
| 1996-1997 | Philadelphia 76ers | 57  | 54  | 36,9 | 43,5 | 26,9 | 74,5  | 10,1 | 3,4 | 0,9 | 1,3 | 18,1 |
| 1997-1998 | Philadelphia 76ers | 59  | 58  | 36,2 | 41,1 | 26,5 | 77,2  | 9,9  | 2,5 | 0,8 | 1,2 | 17,6 |
| 1998-1999 | Charlotte Hornets  | 37  | 29  | 31,8 | 41,4 | 21,2 | 75,3  | 8,9  | 2,1 | 0,6 | 1,1 | 13,1 |
| 1999-2000 | Charlotte Hornets  | 74  | 64  | 31,7 | 45,6 | 36,2 | 78,5  | 8,5  | 2,4 | 0,5 | 1,8 | 16,7 |
| 2000-2001 | Charlotte Hornets  | 34  | 3   | 20,1 | 38,0 | 39,2 | 68,5  | 5,4  | 1,1 | 0,3 | 0,6 | 8,1  |
| 2001-2002 | Philadelphia 76ers | 58  | 58  | 35,9 | 45,0 | 33,7 | 81,5  | 8,8  | 1,7 | 0,7 | 0,9 | 15,1 |
| 2002-2003 | Philadelphia 76ers | 64  | 35  | 27,2 | 44,8 | 32,8 | 78,4  | 7,0  | 1,4 | 0,8 | 1,1 | 9,4  |
| 2003-2004 | Philadelphia 76ers | 34  | 30  | 24,8 | 41,3 | 22,2 | 75,4  | 5,6  | 1,4 | 0,7 | 0,8 | 8,0  |
| 2004-2005 | Detroit Pistons    | 5   | 0   | 10,0 | 21,4 | 0,0  | 100,0 | 3,0  | 0,0 | 0,0 | 0,0 | 1,8  |
| Carriera  | Carriera           | 781 | 672 | 33,2 | 44,7 | 29,5 | 76,9  | 9,3  | 2,5 | 0,8 | 1,3 | 16,5 |
| All-Star  | All-Star           | 1   | 1   | 18,0 | 16,7 | 0,0  | -     | 3,0  | 1,0 | 1,0 | 1,0 | 2,0  |

#### Play-off
| Anno     | Squadra            | PG | PT | MP    | TC%  | 3P%  | TL%  | RP    | AP  | PRP | SP  | PP   |
| -------- | ------------------ | -- | -- | ----- | ---- | ---- | ---- | ----- | --- | --- | --- | ---- |
| 1992     | N.J. Nets          | 4  | 4  | 40,5  | 48,6 | 16,7 | 76,2 | 11,3  | 5,3 | 1,8 | 1,0 | 22,3 |
| 1993     | N.J. Nets          | 5  | 5  | 45,0* | 53,2 | 41,7 | 80,6 | 13,4  | 4,6 | 1,2 | 2,6 | 26,8 |
| 1994     | N.J. Nets          | 4  | 4  | 43,3  | 39,7 | 55,6 | 78,0 | 14,3* | 2,5 | 0,5 | 1,3 | 24,5 |
| 2000     | Charlotte Hornets  | 4  | 4  | 42,3  | 47,4 | 31,3 | 78,6 | 12,5  | 3,5 | 0,8 | 3,0 | 20,3 |
| 2001     | Charlotte Hornets  | 5  | 0  | 17,6  | 26,5 | 25,0 | 77,8 | 5,0   | 1,2 | 0,8 | 0,4 | 5,4  |
| 2002     | Philadelphia 76ers | 5  | 5  | 38,2  | 52,4 | 30,8 | 80,8 | 9,2   | 2,0 | 0,2 | 1,4 | 12,8 |
| 2003     | Philadelphia 76ers | 12 | 12 | 37,4  | 50,0 | 40,0 | 87,2 | 8,0   | 2,0 | 0,6 | 1,3 | 13,6 |
| Carriera | Carriera           | 39 | 34 | 37,4  | 47,2 | 35,1 | 80,6 | 9,9   | 2,8 | 0,8 | 1,5 | 16,8 |

#### Massimi in carriera
- Massimo di punti: 42 vs Denver Nuggets (15 febbraio 1991)[1]
- Massimo di rimbalzi: 24 vs Sacramento Kings (20 dicembre 1992)
- Massimo di assist: 11 vs Charlotte Hornets (27 dicembre 1991)
- Massimo di palle rubate: 6 vs Boston Celtics (15 aprile 1993)
- Massimo di stoppate: 9 (2 volte)
- Massimo di minuti giocati: 50 (4 volte)

## Palmarès
- McDonald's All-American Game (1986)
- NCAA AP All-America First Team (1990)
- NBA Rookie of the Year Award (1991)
- NBA All-Rookie First Team (1991)
- NBA All-Star (1994)
- 2 volte All-NBA Third Team (1993, 1994)
- Primo giocatore della storia NCAA ad aver accumulato almeno 2.000 punti, 1.500 rimbalzi e 300 stoppate.
- Al momento del passaggio al professionismo, ha lasciato Syracuse come miglior realizzatore e rimbalzista di sempre della squadra.
- La Syracuse University ha ritirato la sua maglia numero 44.